# Peristerá (Thessalonique)
Peristerá (grec moderne : Περιστερά) est une localité située dans le dème de Thérmi, dans le district régional de Thessalonique, dans la periphérie de Macédoine-Centrale, en Grèce.
Selon le recensement de 2011, elle compte 770 habitants.